# Elias Laub
Elias Laub (jiddisch: אליהו לאוב; geb. 1. Oktober 1886 in Zagórów, Provinz Kalisz, Polen; gest. 4. Oktober 1949 in New York City) war ein bundistischer und sozialistischer Aktivist und Verleger. Seine Tochter war die Soziologin Rose Laub Coser.

## Leben
Elias Laub wurde 1885 in eine chassidische Familie in der Provinz Kalisz geboren. Mit 20 zog er nach einem Studium an den örtlichen Jeschiwot nach Berlin und schloss sich dort der sozialdemokratischen Bewegung an. Zur Zeit des Ersten Weltkriegs schlug er sich auf die Seite jener sozialdemokratischer Gruppen, die die sogenannte Burgfriedenspolitik bekämpfte. In diesem Umfeld arbeitete er mit Rosa Luxemburg und Karl Liebknecht zusammen und wurde ein enger Vertrauter Leo Jogiches'. Laub stand entsprechend an der Spitze der sozialistischen Anti-Kriegs-Bewegung in Deutschland, organisierte eine illegale Druckerei und die Verbreitung pazifistischer Literatur. Aufgrund dieser Aktivitäten wurde er im März 1918 verhaftet und wartete mit anderen Beschuldigten auf einen Hochverratsprozess, wurde jedoch im Zuge der Novemberrevolution befreit und war kurzzeitig als Kommissar im Berliner Polizeipräsidium tätig. In Berlin lernte er seine Frau Lisa Lachovsky (1899–1959) kennen, die 1959 am Grab ihres Mannes überfahren wurde. 1919 wurden beide Gründungsmitglieder der KPD.
Elias und Lisa Laub hatten zwei Töchter, die jüngere, Rose, war eine US-amerikanische Soziologin. Die ältere Tochter kam als Kind bei einem Autounfall ums Leben.
In der Zwischenkriegszeit war Laub vor allem durch seine E. Laub'sche Verlagsbuchhandlung tätig, die sozialistische Standardwerke verlegte, aber auch Schriften von Sozialisten wie Paul Levi und Angelica Balabanova, die auf Seiten der Sozialdemokratie und der Kommunisten Gegner hatten, oder einen Briefwechsel zwischen Luise Kautsky und Rosa Luxemburg und Werke des Bundisten und Menschewik Gregor Bienstock. Anders als andere osteuropäisch-jüdische Verlage Berlins publizierte Laub ausschließlich auf Deutsch.
Der Berliner Peretz-Verein, hauptsächlich ein Zusammenschluss jüdischer Exilierter und jüdischer Zwangsarbeiter aus den von den Deutschen besetzten Gebieten im Osten, war eines der Haupttätigkeitsfelder des Algemeyner Yidisher Arbeter Bund in Deutschland. Laub wurde zu dessen Vorsitzendem gewählt. Mit diesem Posten begründeten die Behörden die Auflösung des Vereins 1917. Während dieser Zeit unterstützte Laub den in Russland verbotenen Bund beim Schmuggeln von Literatur und Aktivisten über die Grenze. Laub war auch zeitweise Mitglied der Berliner Bund-Komitees neben Franz Kurski, Vladimir Kosovski, seiner Frau Lise Laub, Grigori Aronson, Henokh Hokhgelerter, Yudin Aizenshtat und Gregor Bienstock.
1926 verließ Laub Deutschland nach dem Kapp-Putsch und ging nach Belgien. Er eröffnete in Antwerpen eine kleine Druckerei und arbeitete dort mit seiner Tochter zusammen. Dort gab er von 1928 bis 1929 die Wochenschrift Yidishe Tsaytung heraus. Nach der Machtübernahme der NSDAP in Deutschland nutzte Laub seine Kontakte in den sozialistischen Widerstand in Deutschland und druckte Broschüren, Aufrufe und Zeitschriften zur Verteilung in Deutschland. Außerdem gewährte er geflüchteten Widerstandskämpfern aus Deutschland Unterschlupf.
1939 floh die Familie Laub zunächst nach Los Angeles vor der deutschen Besatzung und ging später nach New York. Dort war Elias Laub weiter publizistisch tätig und wurde Mitglied im Yidisher Sotsyalistisher Farband und im Algemeyner Yidisher Arbeter Bund. Schon in Europa unterstützte er die Tätigkeiten des Bund vor allem mit Infrastruktur. Laut Vladimir Medem wurden das 20. und das 30. Jubiläum des Bund in Laubs Wohnung gefeiert – das erste in Berlin, das zweite in Antwerpen. Sein New Yorker Verlag widmete sich der Herausgabe jiddischer Literatur.
Laub starb am 4. Oktober 1949 in New York.